# Hraniční přechod Rozvadov–Waidhaus (D5)
Hraniční přechod Rozvadov–Waidhaus (D5) (německy Grenzübergang Waidhaus–Rozvadov) je bývalý silniční hraniční přechod na dálnici D5, který se nachází na česko-německé státní hranici na hraničním úseku VI/4/6 - VI/4/6/0/1 mezi českou obcí Rozvadov (okres Tachov, Plzeňský kraj) a německou obcí Waidhaus (zemský okres Neustadt an der Waldnaab, spolková země Bavorsko). Přechod leží v nadmořské výšce 500 m n. m. na dálnici D5 a Evropské silnici E50; za hranicí pokračuje německá dálnice A6 směr Saarbrücken. Před zrušením byl určen pro motorová vozidla - motocykly, osobní automobily, autobusy a nákladní automobily.
Hraniční přechod byl zrušen při vstupu České republiky do Schengenského prostoru v roce 2007. V případě dočasného znovuzavedení ochrany vnitřních hranic je provoz na hraničním přechodu upraven Sdělením Ministerstva vnitra č. 395/2021 Sb.

## Další informace
- Přibližně 1,4 km severozápadně leží původní hraniční přechod Rozvadov–Waidhaus.